# 池宇峰
池宇峰 （1971年9月15日—）中国互联网企业家。完美世界的創辦人與董事長。

## 教育經歷
池宇峰1993年畢業於清華大學化學系，2004年畢業於 中欧国际商业学校，並得到工商管理硕士。

## 創業經歷
池宇峰大学期间曾卖过报纸，炒过股，与人合伙办过化工厂。
1994年，与几个同学成立了「深圳洪恩」，主要业务为销售PC兼容机。在此期间池宇峰认识到国内民众对于电脑知识的匮乏，产生了编写一部电脑操作手册的想法。
1996年，池宇峰创办北京洪恩教育科技股份有限公司。 该公司的目的是帮助数百万的中国家庭学习使用计算机。1990年代。 洪恩的教育产品占据50%-70%份额的市场。
2004年，池宇峰創辦 完美世界 ，2007年7月，池宇峰带领完美世界游戏成功于美国纳斯达克上市。2015年7月，池宇峰旗下游戏业务从美国纳斯达克退市，並完成私有化。 
志创造了 完美的世界 图片Co., Ltd. 在2008年。 和他领导的资产改革的完美世界的图片和完美的游戏世界在 我国一股票市场 (股票：002624)在2016年。
现在，完美世界是中國一個規模龐大的遊戲娛樂公司。

## 成就
2001年，池宇峰獲得“中国软件行业十大杰出青年”称号. 
2007年至2011年，池宇峰連續被評為“中国游戏产业最具影响力人物”. 

在2013和2015年，他被选为“中国游戏产业最具影响力人物”.
2016年12月 获得由凤凰网、凤凰卫视、《每日经济新闻》联合主办的2016年度华人经济人物.